# Bauhinia gardneri
Bauhinia gardneri är en ärtväxtart som beskrevs av George Bentham. Bauhinia gardneri ingår i släktet Bauhinia och familjen ärtväxter. Inga underarter finns listade i Catalogue of Life.